# Amber Michaels
Amber Michaels (Bamberg, 17 de noviembre de 1968) es una actriz pornográfica y modelo fetichista estadounidense de origen alemán. Fue adoptada por una familia de Estados Unidos y criada en Miami (Florida).
A diferencia de muchos actores de cine porno, Amber esperó un cierto tiempo antes de decidirse a entrar en el negocio del entretenimiento para adultos; tenía casi 30 años cuando hizo su primera película.
En 1998 comenzó a realizar vídeos de pro/am, y posteriormente pasó al porno corriente. Michaels tiene cerca de 400 películas rodadas en el género.